# Pedagoghund
Pedagoghund eller pedagogisk tjänstehund är en typ av social tjänstehund som används inom undervisning av framförallt yngre barn i lågstadiet. Studier har visat att hundarna är till hjälp med elevernas inlärning. De fungerar som en ingång till lek och fantasi, vilket skapar ett lustfyllt lärande. Hundarna har en positiv påverkan på hur snabbt en lektion kommer igång och hur länge eleverna orkar hålla fokus. Hundarna fungerar också som återhämtning och energipåfyllnad.